# San Jerónimo Acazulco
San Jerónimo Acazulco är en ort i kommunen Ocoyoacac i delstaten Mexiko i Mexiko. Samhället hade 5 245 invånare vid folkräkningen år 2020.